# Daryl Mitchell
Daryl Mitchell (The Bronx (New York), 16 juli 1965) is een Amerikaans acteur en filmproducent.

## Biografie
Mitchell is een zoon van een secretaresse (moeder) en buschauffeur (vader), zijn ouders hebben twaalf kinderen grootgebracht waarvan vier van zijn ouders en acht van zijn vader met eerdere relaties. In de jaren tachtig was hij lid van een hiphopband met de naam Groove B. Chill.
Mitchell begon in 1990 met acteren in de film House Party. Hierna heeft hij nog meerdere rollen gespeeld in films en televisieseries zoals Boomerang (1992), Here and Now (1992-1993), The John Larroquette Show (1993-1996), Galaxy Quest (1999), Veronica's Closet (1997-2000), Ed (2002-2004), Inside Man (2006) en NCIS: New Orleans (2014-2017). 
Mitchell is ook actief als filmproducent, in 2009 heeft hij dertien afleveringen van de televisieserie Brothers en de documentaire 22 Years from Home geproduceerd.
Mitchell is in 1998 getrouwd en heeft hieruit vier kinderen. In november 2001 was hij betrokken bij een motorfietsongeluk in South Carolina en sindsdien is hij verlamd vanaf zijn middel en is nu gekluisterd aan een rolstoel. Hij woont met zijn gezin in Sugar Hill Georgia.

## Image Award
- 2010 categorie Uitstekende Acteur in een Comedy Serie met de televisieserie Brothers – gewonnen.
- 1996 categorie Uitstekende Acteur in een Bijrol in een Comedy Serie met de televisieserie The John Larroquette Show – genomineerd.

## Filmografie

### Films
Uitgezonderd korte films.
- 2019 Love & Debt - als Ed
- 2012 Playback – als Wylie
- 2006 Inside Man – als officier Rourke
- 2002 The Country Bears – als officier Hamm
- 2002 13 Moons – als Lenny
- 2001 Black Knight – als Steve
- 2000 Lucky Numbers – als detective Chambers
- 2000 The Pooch and the Pauper – als Moocher (stem)
- 1999 Galaxy Quest – als Tommy Webber
- 1999 10 Things I Hate About You – als Mr. Morgan
- 1998 Home Fries – als Roy
- 1997 Toothless – als Raul
- 1997 White Lies – als Mark
- 1996 Rebound: The Legend of Earl 'The Goat' Manigault – als decaan Memminger
- 1996 A Thin Line Between Love and Hate – als Earl
- 1996 Sgt. Bilko – als Walter T. Holbrook
- 1995 Quiet Days in Hollywood – als engel
- 1994 Cosmic Slop – als ??
- 1993 Fly bu Night – als Kayam
- 1992 Boomerang – als fotograaf op straat
- 1991 House Party 2 – als Chill
- 1990 House Party –als Chill

### Televisieseries
Uitgezonderd eenmalige gastrollen.
- 2018 - 2022 Fear the Walking Dead - als Wendell Rabinowitz - 19 afl.
- 2014 - 2021 NCIS: New Orleans - als Computer Specialist Patton Plame - 143 afl.
- 2020 F Is for Family - als Chipsy White - 2 afl.
- 2009 Brothers – als Chill Trainor – 13 afl.
- 2007 The Game – als Chris Clements – 2 afl.
- 2002 – 2004 Ed – als Eli Goggins – 39 afl.
- 1997 – 2000 Veronica's Closet – als Leo Michaels – 65 afl.
- 1993 – 1996 The John Larroquette Show – als Dexter Walker – 84 afl.
- 1992 – 1993 Here and Now – als T – 13 afl.

- Gemeinsame Normdatei: 1061295125
- International Standard Name Identifier: 0000 0000 4886 7034
- Library of Congress Control Number: no2007075054
- Nationale Bibliotheek van Tsjechië: xx0050344
- Virtual International Authority File: 34238071
- WorldCat: E39PBJgCJPtc3bqKXCCRH9F3Qq